# Académie d'Espagne à Rome
L'Académie d'Espagne à Rome (espagnol - Real Academia de España en Roma) est une institution culturelle, placée sous la Direction générale des relations culturelles et scientifiques du ministère des Affaires étrangères espagnol.
Le siège de l'académie se trouve dans le cloître de l'ancien monastère de San Pietro in Montorio, construit sur la colline du Janicule sur la volonté d'Isabelle de Castille et Ferdinand II d'Aragon, les Rois catholiques, entre 1481 et 1500.
Le couvent fait partie du quartier de Trastevere et le Tempietto de Bramante, situé à l'intérieur, en constitue sans doute l’œuvre architecturale la plus célèbre.

## Histoire
L'Académie d'Espagne à Rome a été dirigée, entre autres, par des artistes, des historiens et des écrivains connus, comme Vicente Palmaroli, Mariano Benlliure, Ramón María del Valle-Inclán, le marquis de Lozoya, ou encore Antonio Blanco Freijeiro.
L'académie est récompensée en 2022 de la Médaille d'or du mérite des beaux-arts, décernée par le Ministère de l'Éducation, de la Culture et des Sports espagnol.

## Universitaires et invités
L'Académie a également accueilli, pour leurs études, des personnalités de différents domaines de la culture espagnole.
Parmi les invités et les universitaires, des personnalités telles que Joaquín Sorolla, le prix Pritzker Rafael Moneo, Luis Moreno Mansilla, Juan Francisco Casas, Daniel Canogar, Sergio Belinchón, Antón García Abril, Germán Gómez González, Naia del Castillo, Juan Olivares, Guillermo Pérez Villalta, Juan Navarro Baldeweg, Mariano Benlliure, Ignacio pins, Francisco Pradilla, Carmel Pasteur, José Moreno Carbonero, Juan Bonilla, Óscar Esquivias, Emilio Calderon, Eugenia Rico, Blanca Riestra, Marcos Giralt Torrente, Isabel Barceló.
Chaque année, l'Académie offre des bourses d'études et des résidences aux artistes de langue espagnole œuvrant dans différentes disciplines. En 2010, huit artistes en résidence à l'Académie espagnole ont pris part à l'événement artistique « 20eventi - Arte contemporanea in Sabina ».

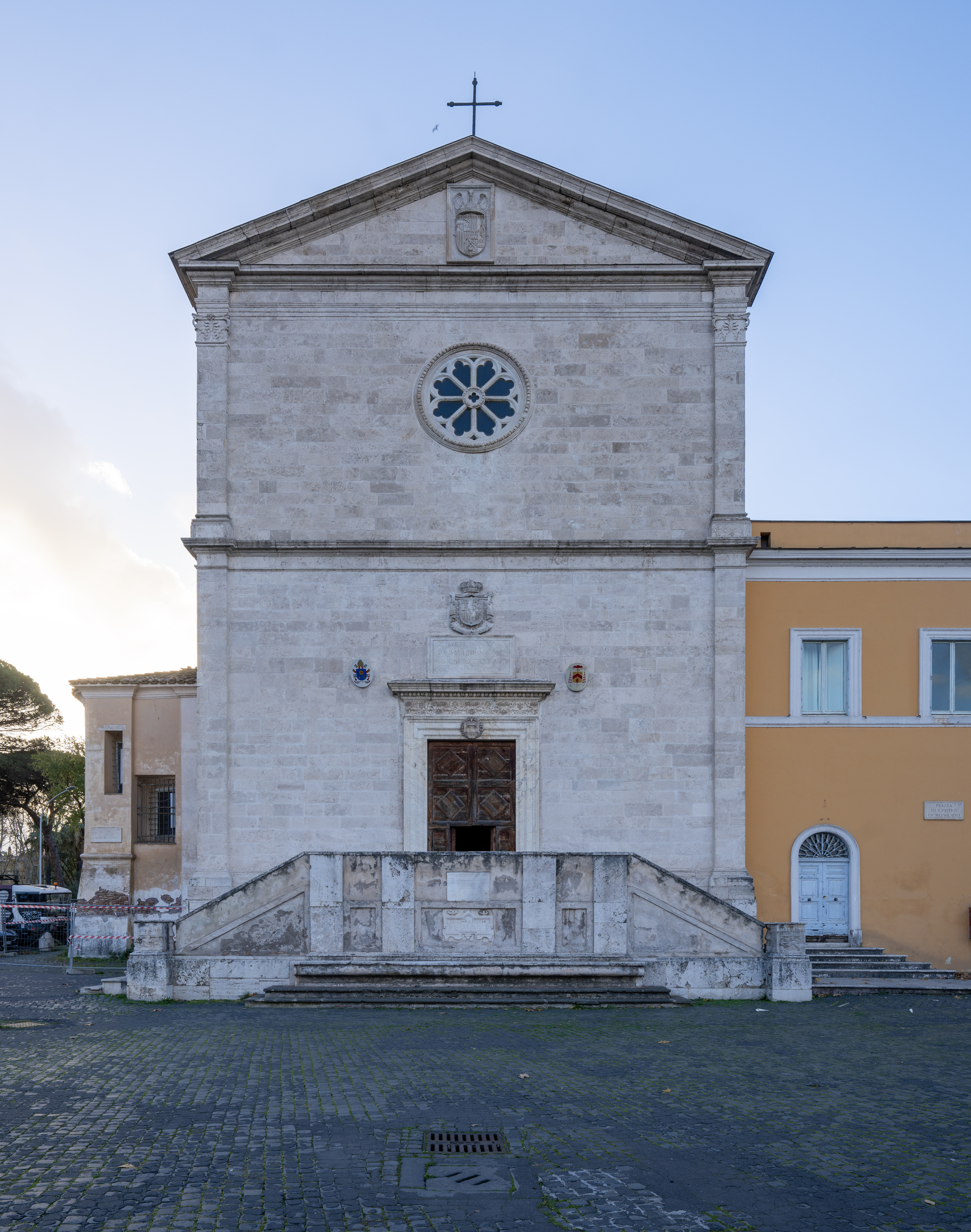
L'entrée principale de l'Académie (sur la droite), sur la piazza di San Pietro in Montorio.
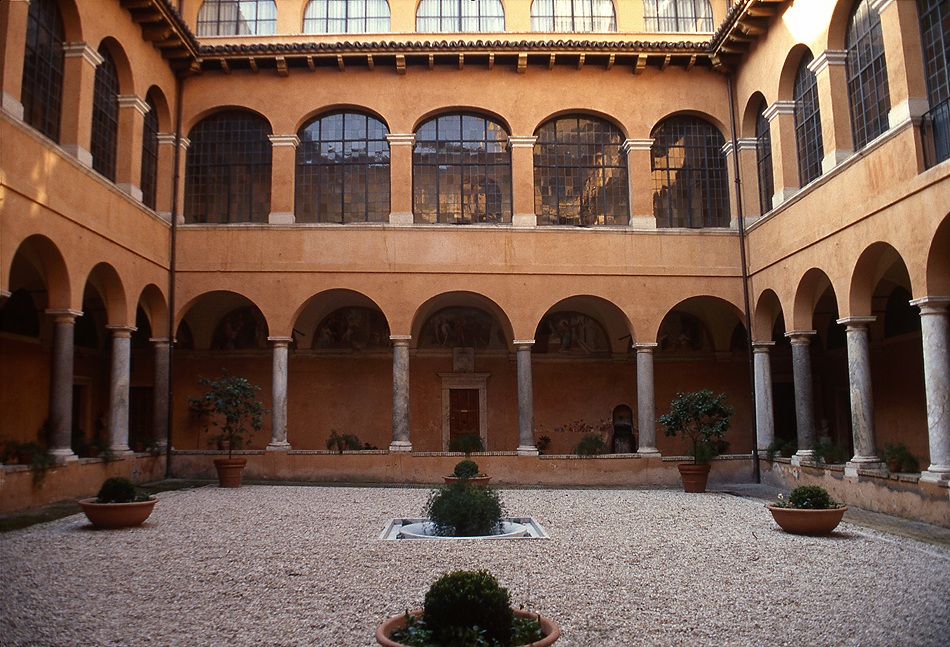
Cloître Renaissance du couvent qui abrite le siège de l'Académie espagnole.